# Турист (фільм)
«Турист» (англ. The Tourist) — американський фільм режисера Флоріана Генкеля фон Доннерсмарка, ремейк фільму «Невловимий» (2005). У головних ролях Джонні Депп і Анджеліна Джолі. Зйомки проходили з 23 лютого по 20 травня 2010 в Парижі та Венеції. Світова прем'єра фільму відбулася 10 грудня 2010.

## Сюжет
Американський турист Френк приїжджає до Італії, щоб залікувати душевну рану. У Венеції він знайомиться з незвичайною жінкою на ім'я Еліза. Поранене серце, схоже, готове здатися новій коханій. Проте плани Френка і Елізи грубим чином порушує вир інтриг і небезпек.

## В ролях
- Джонні Депп — Френк Тапело / Александр Пірс
- Анджеліна Джолі — Еліз Кліфтон Ворд
- Пол Беттані — інспектор Джон Ейксон
- Тімоті Далтон — головний інспектор Джонс
- Стівен Беркоф — Реджінальд Шоу
- Руфус Сьюелл — Англієць
- Крістіан Де Сіка — полковник Ломбарді
- Алессіо Боні — сержант Серато
- Рауль Бова — граф Філіппо Гаджія
- Алек Утгофф — Федька
- Ральф Меллер — Лунт

## Цікаві факти
- Спочатку роль Елізи повинна була грати Шарліз Терон, а роль Френка — Том Круз.
- Це перша зустріч Джолі і Деппа.
- Зйомки на катерах по венеційських каналах проходили протягом семи ночей. Щоб зняти цю частину фільму, Джолі навіть навчилася керувати кількома видами катерів.
- Весь одяг Джолі зшито вручну і створено спеціально для неї — за винятком однієї вінтажної сірої сукні від Чарльза Джеймса.
- Три номінації на «Золотий глобус»: найкращий фільм, найкраща жіноча роль і найкраща чоловіча роль.